# Външна политика на Камбоджа
Принципите на Камбоджа във външната политика са необвързаност, неутралитет, взаимно разбирателство, равенство, уважение и ненамеса във вътрешните работи на другите държави.
И до днес има неразрешени териториални спорове – части от границата с Тайланд са неопределени, островите и пограничните области с Виетнам са спорни, не е определена и морската граница между двете държави.
Страната поддържа дипломатически отношения с 86 държави, има посолства в 36 столици. В Пном Пен свои представителства имат 25 държави и основните международни организации. Камбоджа има посолства в Лондон, Москва, Вашингтон, Ханой, Пекин, Пхенян и други. Не поддържа дипломатически отношения с Южна Корея.

## Членства
Камбоджа е член на повечето големи международни организации, включително ООН и неговите специализирани агенции като Световната банка и МВФ, а също и на Азиатската банка за развитие(АБР). През 1995 г. страната е приета като наблюдател, а през декември 1998 г. - за пълноправен член на АСЕАН. На 4 април 2002 г. в Пном Пен се провежда среща на държавните ръководители на страните-членки на АСЕАН. От 13 октомври 2004 г. Камбоджа е член на Световната търговска организация, а през 2005 г. става съучредител на Източноазиатската среща на върха.

## Международни спорове
Островите и пограничните области с Виетнам са спорни; не е определена морската граница с Виетнам; части от границата с Тайланд са неопределени; морската граница с Тайланд не е точно определена.

## Незаконна търговия
Прехвърляне към хероиновия Златен триъгълник; възможно пране на пари; отнасяща се до наркотици корупция, в която според някои е замесено правителството, армията и полицията; вероятно производство на опиум, хероин и амфетамини в малки количества; важен производител на канабис за световния пазар.

## Отношения с България
В началото на 1980-те години България е сред първите страни, оказали подкрепа на Камбоджа след години на война и терор. След 1989 г. отношенията между Камбоджа и България търпят известен спад, и днес не са особено активни. Български войници са участвали в мисиите на UNTAC през 1990-те години.